# Miniskørt
 Der er for få eller ingen kildehenvisninger i denne artikel, hvilket er et problem. Du kan hjælpe ved at angive troværdige kilder til de påstande, som fremføres i artiklen.

Et miniskørt eller miniskirt er en nederdel, der er skåret over knæet, ofte omkring midt på låret, og som normalt ikke når mere end 10 cm under bagdelen. En kjole, der er skåret lige så kort, kaldes en minikjole eller en miniskørt-kjole, mens et mikroskørt er skåret så det kun går til den øverste del af låret.
Korte nederdele har eksisteret i lang tid, og kendes fx fra den danske Egtvedpige fra bronzealderen, og langt senere fra Josephine Bakers bananskørt fra hendes optrædener i midten af 1920'erne, men blev først et modefænomen, med navnet "mini", i 1960'erne. Indtil da blev korte nederdele hovedsagelig brugt i forbindelse med sport og dans, bl.a. af tennisspillere, cheerleadere og kunstskøjteløbere.
Miniskørters søm sad i 1961 lige over knæet, og de følgende år krøb denne søm op og skørtet blev kortere. I 1966 var nogle nået helt op på den øverste del af låret. Nylonstrømper og hofteholdere var upraktiske sammen med miniskørter og blev erstattet med farverige strømpebukser. Miniskørtets popularitet toppede i 1960'erne i "Swinging London", og det er fortsat en almindelig påklædning, navnlig blandt unge kvinder og teenagepiger.
Adskillige designere er blevet krediteret for at have opfundet miniskørtet i 1960'erne, hvoraf de mest berømte er Mary Quant fra London og André Courrèges fra Paris.

## Historie
Fra den sydøsteuropæiske Vinča-kultur (ca. 5700–4500 f.Kr.) kendes statuetter, som ifølge arkæologer viser kvinder i miniskørt-lignende beklædning. Et af de ældste bevarede miniskørt-lignende tøjstykker er det korte uldskørt med bronze-ornamenter, som Egtvedpigen blev begravet i omkring 1390–1370 f.Kr.
Miniskørtet kendes også fra oldtidens Kina, hvor det var udbredt blandt kvinder fra Miao-folket og kendt som duanqun Miao (kinesisk: 短裙苗; pinyin: duǎnqún miáo; bogstaveligt "kort skørt Miao"). Fra Qing-dynastiet (1644–1912) findes afbildninger fra begyndelsen af 1700-tallet af kvinder fra miao-folket iklædt skørter, som kun lige dækker bagdelen, og et digt beskriver hvordan korte skørter og blottet navle var på mode i denne etniske gruppe.

### Første halvdel af 1900-tallet
Det vakte kolossal opsigt, da den amerikansk-franske danser Josephine Baker i midten af 1920'erne optrådte på Folies Bergère i Paris kun iført et skørt af bananer. På den tid, og helt frem til 1960'erne, var det socialt uacceptabelt for en kvinde at vise sine knæ og lår i det offentlige rum, medmindre hun var atlet eller konkurrencedanser, eller scenekunstner som Josephine Baker. I 1950'erne bar cheerleaders og mange ballerinaer stadig skørter, som gik ned på læggen, og unge kvinder blev opdraget til at tildække deres knæ og sidde med samlede ben, fordi de ellers kunne blive opfattet som seksuelt udfordrende.
Meget korte skørter blev en fast bestanddel inden for den science fiction-genre, som fra 1940'erne voksede frem især i USA. I disse fremtidsscenarier var kvinderne ofte iklædt kort skørt, bh og støvler af metal. "Sci-fi miniskørtet" kunne ses både på film, i tv-programmer og tegneserier. I årene 1950-55 kørte den amerikanske tv-serie Space Patrol, og de to kvindelige roller Carol og Tonga (spillet af hhv Virginia Hewitt and Nina Bara) var her iført meget korte skørter, sandsynligvis de første af slagsen på amerikansk tv. Mærkværdigvis afstedkom disse miniskørter kun en enkelt moral-klage, nemlig vedrørende en scene, hvor Carol filmes nedefra på vej op ad en stige. Selvom Carol og Tonga var stærke og dygtige og nærmest behandledes på lige fod med mændene i serien, blev de især husket for deres miniskørter. I den tysk-producerede amerikansk-sprogede tv-serie Flash Gordon fra 1954 optræder Irene Champlin i rollen som Dale Arden i et endnu kortere skørt.

### 1960'erne
En butiksindehaver på Oxford Street i London begyndte i 1960 at lade sine vinduesmannequiner bære skørter som sluttede en tomme over knæet, hvilket hans kunder syntes godt om. I august 1961 kunne man i magasinet Life læse en artikel med et foto af to studerende på University of Hawaii med skørter, såkaldte "kookie-muus", der sluttede over knæet, og en tilhørende tekst om, hvordan korte skørter nu var en modedille blandt teenagere. Samme artikel viste også moderigtige San Francisco-piger med skørter lige over knæskallen og studerende ved Vanderbilt University i Nashville med "knee ticklers" til at spille golf i, som sluttede tre tommer over knæet. Billedteksten forklarede, at sådanne skørter solgte godt i Sydstaterne, og at i Atlanta var nogle piger begyndt at lægge skørter op til lårkorte ("thigh high") længder.
Meget korte skørter, helt op til otte tommer over knæet, dukkede op i Storbritannien i sommeren 1962. De unge kvinder, der gik i disse skørter, blev kaldt "Ya-Ya girls", fordi "yeah, yeah" på den tid blandt mænd var et yndet tilråb (catcall) til tiltrækkende kvinder. En mode med lagdelte net-strutskørter løftede skørternes søm endnu højere op. Første gang ordet miniskørt blev nævnt var i 1962 i en humoristisk artikel fra Mexico City, hvor "mini-skørtet" eller "ya-ya'en" blev omtalt som et upassende stykke tøj, som var sidste skrig. De omtalte skørter sluttede otte tommer over knæet. Artiklen omtalte også en unavngiven psykiater, som mente miniskørtet var ungdommens måde at agitere for fred i verden på. Artiklen brugte megen plads på at beskrive hvordan mænd syntes godt om miniskørtet på piger de ikke kendte, men ikke brød sig om det på deres koner eller forlovede.
Bortset fra blandt et fåtal i Storbritannien slog den ny tendens med korte skørter dog ikke igennem blandt avant-garden i de første år af årtiet. Her lå sømmen for skørter og kjoler i butikker og blandt modeskabere lige under knæet. De følgende år kravlede sømmen gradvist opad, så at den i 1964 sad lige over knæet, hos både André Courrèges og Mary Quant. Året efter fortsatte skørterne med at blive kortere, da britiske miniskørter blev lanceret for amerikanerne på et modeshow i New York, hvis lårkorte modeller fik trafikken til at bryde sammen. I 1966 sad sømmen hos mange designere over midten af låret. Strømper med strømpeholdere var upraktiske sammen med miniskørter og blev erstattet med strømpebukser. Man kunne dække sine ben med knæstrømper eller støvler i forskellig højde, som fra i 1964–65 at have gået op på læggen kom til i 1967–69 at gå over knæet op på låret. Nogle bar endda støvle-bukser, med strømpebukser og støvler med sål og hæl ud i et, gerne i elastisk vinyl. Snørerne kunne være lange og sno sig op ad benet, måske helt op på låret, og en tid brugte man kropsmaling for at farve benet anderledes end strømpebukser kunne. Sidst i 1960-erne dukkede et endnu kortere miniskørt frem, mikroskørtet eller mikro-mini'en.